# Élections législatives japonaises de 2003

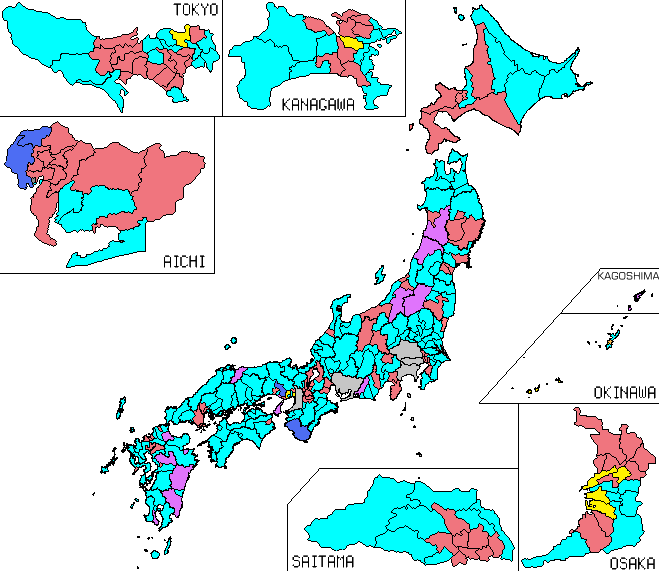
Carte des circonscriptions remportées par parti :
■ - PLD
■ - PDJ
■ - Kōmeitō
■ - NPC
■ - PSD
■ - Indépendants

Les 43e élections de la Chambre des représentants du Japon (第43回衆議院議員総選挙, Dai-yonjūsan-kai Shūgi'in-gi'in sōsenkyo), la chambre basse et la plus importante des deux chambres formant la Diète, s'est tenue le 9 novembre 2003, sept mois avant la fin normalement prévue de la législature qui a débuté à la suite des élections de 2000.
Le 10 octobre 2003, l'empereur Akihito dissout la Chambre des représentants, sur proposition du premier ministre d'alors, Jun'ichirō Koizumi. Ce dernier a ainsi décidé de convoquer des élections anticipées afin de réaffirmer sa position par le soutien populaire après sa réélection à la tête du parti majoritaire, le Parti libéral-démocrate (PLD), le 20 septembre, et afin de court-circuiter le développement de la principale force d'opposition, le Parti démocrate du Japon (PDJ) qui, après s'être doté d'un leader charismatique et populaire (Naoto Kan) le 13 décembre 2002, a fusionné le 5 octobre avec le Parti libéral, lui apportant 30 parlementaires supplémentaires et l'expérience politique de son président Ichirō Ozawa, connu pour être un redoutable stratège en campagne électorale.
Ces élections furent considérées, vu la victoire limitée du PLD, qui est battu en voix au scrutin proportionnel plurinominal malgré la forte popularité de Jun'ichirō Koizumi, comme le point de départ de la mise en place d'un réel bipartisme au Japon. Son adversaire, le PDJ, apparaît désormais pour la première fois depuis sa création en 1996-1998 comme une potentielle force d'alternance à la domination historique des libéraux-démocrates.

## Système électoral
Les députés japonais sont élus pour quatre ans au suffrage universel direct via un système mixte parallèle déséquilibré. 300 députés sont élus au scrutin uninominal majoritaire à un tour dans des circonscriptions (ou districts électoraux) divisant les préfectures du Japon (allant de deux circonscriptions pour les préfectures de Tottori et de Shimane, à 25 pour Tōkyō), et les 180 restants le sont à la représentation proportionnelle dans le cadre de onze grandes circonscriptions régionales. Tout Japonais de plus de 20 ans et jouissant de ses droits civiques peut participer au vote. L'âge minimum pour se porter candidat est de 25 ans.
Les deux modes de répartition des sièges font l'objet d'un vote séparé : les électeurs votent en même temps pour un candidat au scrutin majoritaire et pour une liste de candidat au scrutin proportionnel. Un même candidat peut se présenter aux deux types d'élections. Les bureaux de vote ont été ouverts le 9 novembre 2003 de 7 h à 20 h.

## Campagne

### Principaux enjeux
La campagne des élections de 2003 est marquée tout d'abord par une crise économique et financière persistante, malgré l'apparition dans les mois précédant le scrutin de quelques signes d'amélioration. L'indice Nikkei a ainsi atteint en avril 2003 son plus bas niveau en vingt ans, à 7 607 points, avant de connaître une hausse importante entre 35 et 40 % pour s'établir à 10 300 points à la mi-septembre, ce qui reste néanmoins inférieur à son niveau au moment de la prise de fonction de Jun'ichirō Koizumi en avril 2001 (il atteignait alors presque les 14 000 points). Mais cette hausse, quoique légère, est néanmoins vue comme une bonne nouvelle pour le gouvernement qui la présente alors comme le signe que ses réformes (et notamment celle du secteur bancaire) commencent à porter leurs fruits. L'annonce en septembre également d'une croissance du PIB de 3,9 % pour le second trimestre 2003, la plus haute des pays industrialisés pour cette période mais dont la pertinence est critiquée par certains analystes (l'économiste Peter Morgan notamment critique la manière dont les changements de prix pour certains produits, notamment les ordinateurs ou autres technologies de l'information, sont calculés et fait état pour sa part d'une croissance réelle de 2,1 % seulement), favorise également la majorité. Toutefois, le chômage reste relativement élevé dans un pays traditionnellement habitué au plein emploi, avec un taux record de 5,5 % également atteint en avril 2003 et restant à 5,1 % en septembre.
Une autre question importante pour l'électorat reste celle de la réforme du système de retraites dans une société marquée par un fort vieillissement de la population (le nombre de personnes de plus de 65 ans représentent 19 % de la population à la fin de l'année 2003, et il est prévu qu'il atteigne 25 % d'ici 2010) et par la crainte des conséquences de l'arrivée prochaine de la « Génération du baby-boom d'après-guerre » (団塊の世代, dankai-no-sedai) à l'âge de la retraite. La plupart des propositions portent alors sur la nécessité d'augmenter la taxe sur la consommation afin de financer les pensions, une mesure relativement impopulaire. D'autres réformes chères à Jun'ichirō Koizumi, surtout les privatisations de la poste japonaise et de la corporation publique autoroutière, sont sujettes à débat au sein même de la majorité et de l'administration centrale, comme en témoigne le renvoi le 24 octobre 2003 par le ministre réformateur du Territoire, des Infrastructures et des Transports Nobuteru Ishihara du président de la Japan Highway Public Corporation, Haruho Fujii, un ancien bureaucrate perçu comme un obstacle à la privatisation. Jun'ichirō Koizumi a sinon présenté lors de l'ouverture de la session parlementaire le 26 septembre 2003 son plan de privatisation de la poste, avec l'ouverture de négociations à l'automne 2004, la présentation d'un projet de loi en 2005 et une application de la réforme d'ici 2007.
L'opinion publique japonaise est également fortement marquée à cette époque par la question des enlèvements de Japonais par la Corée du Nord entre 1977 et 1983. En effet, lors de la visite de Jun'ichirō Koizumi à Pyongyang le 17 septembre 2002, le dictateur nord-coréen Kim Jong-il reconnaît 13 de ces enlèvements, fait des excuses publiques pour cela et fournit au Premier ministre japonais des certificats de décès pour 8 d'entre eux (la république démocratique populaire de Corée reconnaîtra plus tard, en 2004, que ces certificats étaient des faux). Le 15 octobre 2002, les cinq survivants sont autorisés à rentrer au Japon par Pyongyang à condition qu'ils reviennent ensuite en Corée du Nord ensuite. Une fois ceux-ci arrivés sur le sol japonais, Tōkyō, poussé par l'opinion publique et les familles des victimes de ces enlèvements, refuse de les renvoyer en Corée du Nord. En 2003, le sujet, à forte portée sentimentale, porte sur la nécessité ou non de mettre en place des sanctions économiques à l'égard de la Corée du Nord, l'opposition japonaise au retour des cinq rescapés dans le pays de leur enlèvement, sur les pressions à opérer sur les autorités nord-coréennes pour permettre à ces survivants d'être rejoints par leurs enfants nés en Corée du Nord et sur la question de savoir s'il y a eu d'autres enlèvements et si les personnes déclarées mortes par Pyongyang le sont réellement. Au cœur de la campagne, le dossier est alors une véritable arme politique.
Mais ce qui divise fortement l'opinion publique et la classe politique reste l'intervention des Forces japonaises d'autodéfense à la coalition militaire en Irak pour des missions de reconstruction et de formation. Naoto Kan et le PDJ bénéficient sur ce sujet du soutien d'une majorité de Japonais, hostiles à la guerre. Le chef de l'opposition en a fait d'ailleurs un combat personnel, sur lequel il intervient lors de son premier face-à-face organisé à la Diète avec le Premier ministre le 12 février 2003, estimant que les forces d'autodéfense risquent d'être prises à partie dans des zones de conflits armés alors qu'il leur est constitutionnellement interdit de combattre tout en s'inquiétant de la participation, même indirecte, du Japon à une guerre condamnée par l'ONU. Il présente également le 25 juillet 2003, deux jours avant le vote sur l'envoi des troupes, une motion de censure (qui est bien sûr rejetée). Par extension, le débat porte sur l'extension de la participation concrète du Japon (avec des missions de ravitaillement dans le Golfe Persique) à la guerre contre le terrorisme menée par les États-Unis en Afghanistan en 2001 votée la veille de la dissolution, le 9 octobre 2003.

### Majorité

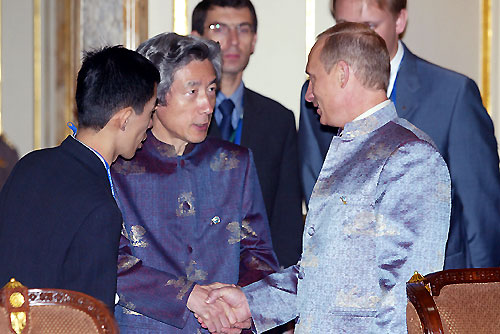
Jun'ichirō Koizumi, au centre, avec le président russe Vladimir Poutine au sommet de l'APEC, le 21 octobre 2003.

Il s'agit des premières élections législatives organisées depuis l'arrivée au pouvoir de Jun'ichirō Koizumi. La popularité de ce dernier et de son administration, toujours particulièrement forte (le taux de soutien s'établit toujours ainsi à 59,6 % selon le Yomiuri shinbun à la fin du mois d'octobre 2003, et cela même si cette étude fait état alors d'une chute de 5,4 points par rapport au mois précédent) reste la meilleure arme de la majorité.
Jun'ichirō Koizumi souhaite rajeunir son parti en vue du scrutin. Pour ce faire, il nomme, après sa réélection à la tête du PLD le 20 septembre 2003, Shinzō Abe (tout juste 49 ans) comme secrétaire général et no 2 du parti. Celui-ci a de plus acquis une solide popularité auprès du grand public pour s'être occupé les mois précédents, en tant que secrétaire général adjoint du Cabinet, du dossier crucial des enlèvements de Japonais par la Corée du Nord. Le Nihon Keizai Shinbun qualifie d'ailleurs ce choix d'« idée brillante qui permet de mettre en valeur un aspect neuf ». De même, il fait adopter par les instances du mouvement une règle interdisant de présenter à la proportionnelle des candidats âgés de plus de 73 ans. Il demande également publiquement le 23 octobre à deux anciens Premiers ministres octogénaires, Yasuhiro Nakasone (85 ans, chef du gouvernement de 1982 à 1987) et Kiichi Miyazawa (84 ans, Premier ministre de 1991 à 1993) de ne pas se représenter : Miyazawa accepte immédiatement et Nakasone, après avoir refusé dans un premier temps, finit par s'exécuter en se retirant quatre jours plus tard.
Dès sa reconduction à la présidence du parti majoritaire, il remanie profondément son gouvernement (sur 17 ministres, seuls 6 conservent leur portefeuille et 2 changent d'attribution, tandis que 9 font leur entrée), afin de démontrer tout d'abord à l'électorat mais aussi à ses adversaires au sein du PLD sa volonté de poursuivre les réformes électorales engagées. Il conserve notamment Heizō Takenaka (un non parlementaire qui était encore membre du secteur privé avant 2001, considéré comme l'un des principaux piliers de la politique de Jun'ichirō Koizumi et dont les plus conservateurs parmi les libéraux démocrates demandaient la démission) au portefeuille de la planification économique et des services financiers, et déplace le jeune réformateur libéral Nobuteru Ishihara (46 ans, fils du populaire gouverneur de Tōkyō et écrivain iconoclaste Shintarō Ishihara) de la dérégulation et de la réforme administrative au ministère du territoire, des infrastructures et des transports, ce qui est perçu comme un signal lancé pour la privatisation de la société publique autoroutière. Ce remaniement est également l'occasion d'un léger rajeunissement : ainsi, l'âge moyen des ministres passe en dessous de la barre des 60 ans (à 59,4 ans environ, contre 61,5 ans pour le précédent cabinet formé l'année précédente). Ainsi, le doyen de l'administration Koizumi, le ministre des Finances Masajūrō Shiokawa (81 ans, presque 82), est remplacé par Sadakazu Tanigaki (58 ans), partisan de la rigueur budgétaire et de la hausse de la taxe sur la consommation. L'ancienne actrice Chikage Ōgi (70 ans) cède pour sa part sa place à Nobuteru Ishihara, de 24 ans son cadet, aux transports, et Takeo Hiranuma (64 ans) est remplacé par Shōichi Nakagawa (50 ans), un libre-échangiste, au ministère de l'Économie, du Commerce et de l'Industrie,
Toranosuke Katayama (68 ans) est remplacé par Tarō Asō (63 ans) au ministère de la Gestion publique, des Affaires intérieures et des Postes et télécommunications. Mais, surtout, ce nouvel exécutif est présenté comme le « gouvernement contre le crime étranger » à l'approche d'une élection fortement marquée par les questions de sécurité (tant intérieure qu'extérieure) et de lutte contre le terrorisme. Afin de montrer sa détermination concernant le dossier irakien, Jun'ichirō Koizumi maintient dans leur fonction sa ministre des Affaires étrangères Yoriko Kawaguchi et son directeur de l'Agence de Défense Shigeru Ishiba. Et dès leur mise en place, les nouveaux ministres de la Justice (Daizō Nozawa), de la Gestion publique (Tarō Asō) et chargé de la Commission de sécurité publique (Kiyoko Ono) font tous, dans leur discours de politique générale sur la chaîne NHK, état que leur mission, confiée par le Premier ministre, est de « faire à nouveau du Japon le pays le plus sûr au monde », en développant un discours sécuritaire visant surtout les populations étrangères. Certains titres de la presse, dont The Japan Times, critiquent ce discours et la multiplication de faits divers impliquant des étrangers dans les médias, tout en rappelant que le taux de criminalité de ces derniers reste alors largement inférieur à celui des Japonais. Enfin, la part des représentants, tous candidats à leur propre succession dans cette élection, augmente au gouvernement : alors qu'ils n'étaient que 11 sur 17 ministres (12 sur 18 en comptant Koizumi) à quoi s'ajoutaient trois Conseillers et trois non parlementaires avant le remaniement, ils sont désormais 13 députés (14 avec Koizumi) contre deux membres de la chambre haute et deux non parlementaires (la ministre des Affaires étrangères Yoriko Kawaguchi et le ministre de la planification économique Heizō Takenaka). Le quotidien national Asahi Shinbun, proche de l'opposition, considère qu'il s'agit « avant tout d'un gouvernement en vue des élections ».

#### Programme
Pour la première fois de son histoire, le PLD rédige et publie un programme électoral, hérité de celui de Koizumi lors des élections à la présidence du PLD en 2001 et 2003 et baptisé « Déclaration des Réformes de Koizumi », document de dix pages diffusé à quelque 3,5 millions d'exemplaires afin de faire face au « manifeste » du PDJ, nouveauté dans le paysage politique japonais. Il met l'accent sur les questions économiques et financières avec des propositions nettement libérales. Il comprend :
- économie et emploi : les objectifs affichés sont, derrière le slogan « Nous sommes déterminés à revitaliser l'économie » :
  - d'atteindre une croissance annuelle du PIB nominal de 2 % pour l'année fiscale 2006,
  - de créer 3 millions d'emplois dans les deux années qui suivent l'élection,
  - de finaliser un programme visant à générer à terme 5,3 millions d'emplois.
- finances publiques et administration : privatisation, décentralisation et rigueur budgétaire, reprenant la devise de l'administration Koizumi du « Pas de croissance sans réforme »[16] :
  - privatisations notamment de la Japan Highway Public Corporation dès 2005 et de la Japan Post d'ici avril 2007,
  - restructuration du secteur public afin de diminuer le poids du gouvernement central en deux ans,
  - réduire les dépenses de l'État de 4 billions de yens d'ici 2006 et transférer des sources de revenu fiscales aux collectivités locales.
- système financier et PME : assainissement et dérégulation :
  - diviser de moitié le nombre de « crédits douteux » (bad loans) pour l'année fiscale 2004 et arriver à terme à une résolution du problème de ces prêts accordés à des entreprises se retrouvant ensuite en incapacité de les rembourser,
  - rendre plus saine la gestion de l'administration financière,
  - renforcer les finances régionales,
  - mettre fin à l'obligation pour les patrons de petites entreprises de fournir des garanties personnelles lors de l'emprunt,
  - utiliser les institutions financières affiliées au gouvernement pour financer les petites et moyennes entreprises.
- industrie : l'accent est mis sur le développement de la recherche et du développement, avec :
  - la continuation du second plan élémentaire pour la Science et la Technologie (lancé en mai 2001) par l'investissement de 24 billions de yens dans les fonds gouvernementaux de recherche et développement,
  - le doublement des fonds de recherche pour les jeunes chercheurs pour les faire passer des 300 milliards de yens de l'année fiscale 2000 à 600 milliards pour 2005,
  - promouvoir la création de 1 000 entreprises basées sur des universités d'ici la fin de l'année fiscale 2004,
  - la création d'une haute cour compétente en matière de propriété intellectuelle,
  - accélérer les procédures d'obtention de brevet.
- système de retraite :
  - maintenir le taux de prise en charge nationale en dessous de 50 %,
  - lancer une discussion nationale sur l'opportunité d'augmenter la taxe sur la consommation afin de s'en servir pour financer les retraites,
  - présenter lors de la session ordinaire de la Diète en 2004 un projet de loi de réforme du système de retraites prévoyant une hausse du taux d'utilisation du trésor public dans le financement des retraites de la fonction publique de 1/3 à la moitié.
- politique étrangère et sécurité[17] :
  - maintien de soldats des Forces japonaises d'autodéfense pour la reconstruction et l'aide humanitaire en Irak, d'autant que le gouvernement annonce le 15 octobre, soit cinq jours après la dissolution, sa décision de fournir 1,5 milliard de dollars américains de subventions en 2004 pour la reconstruction du pays en mettant l'accent sur l'électricité, le recyclage de l'eau et l'éducation,
  - maintien de la relation spéciale entre les États-Unis et le Japon comme pivot de la diplomatie nippone, la campagne étant marquée notamment par la visite au Japon du président des États-Unis George W. Bush[18],
  - révision de l'article 9 de la constitution japonaise afin de permettre la reconnaissance définitive des Forces d'autodéfense comme une armée de plein droit,
  - rejet du vote de sanctions économiques à l'égard de la Corée du Nord et le maintien des négociations avec ce pays pour aboutir au rapatriement au Japon des enfants des rescapés des enlèvements.

Les deux partenaires du PLD dans la majorité gouvernementale, le Nouveau Kōmeitō (centriste et d'inspiration bouddhiste, allié du PLD depuis octobre 1999) de Takenori Kanzaki et le Nouveau Parti conservateur (néo-conservateur, fondé en décembre 2002 à partir de dissidents du PDJ et du Parti conservateur, lui-même issu d'une division en 2000 du Parti libéral) de Hiroshi Kumagai et Toshihiro Nikai, s'alignent sur ses positions. Dans le détail, le Nouveau Kōmeitō met plus particulièrement l'accent sur :
- la décentralisation par la diminution des subventions de l'État et en contrepartie l'augmentation des revenus fiscaux propres des collectivités, une politique favorisant la fusion des municipalités pour réduire leur nombre à 1 000 et la baisse des coûts des travaux publics en réévaluant les prix à l'unité des matériaux, en réduisant la participation de l'État à ces projets et en augmentant celles de l'échelon local et du secteur privé,
- la lutte contre la corruption par l'interruption du versement des salaires et indemnités versées aux parlementaires, gouverneurs ou fonctionnaires dès qu'ils sont arrêtés et durant leur période de détention,
- l'association des participations gouvernementales, collectives privées et individuelles dans le financement du système de sécurité sociale japonais qui inclut « le Plan des retraites du siècle », financé par l'élimination de niches fiscales existant dans la perception de l'impôt sur le revenu et la création d'une fiscalité sur les retraites. Il s'oppose en revanche à l'augmentation de la taxe sur la consommation,
- l'éducation, ses principales propositions dans ce domaine étant de créer des cours d'anglais obligatoires dès l'école élémentaire ou l'assignation de conseillers particuliers pour chaque collégien en difficulté scolaire,
- l'environnement qui doit, pour lui, être un élément de développement économique par le biais des biotechnologies, nouvelles industries et nouvelles énergies et du cadre de vie en développant la verdure en zone urbaine, en luttant contre le réchauffement planétaire par la réduction de l'émission des gaz à effets de serre, en réduisant de 50 % la quantité de déchets émis par les Japonais (et en augmentant dans le même temps le taux de recyclage du Japon de 40 % d'ici 2010) et en sensibilisant les jeunes générations par le biais de l'école,
- et la création d'une « Nation de Paix et d'Humanisme » : à ce titre il s'oppose à toute remise en question dans la Constitution de ce qu'il appelle ses « trois valeurs centrales », à savoir la souveraineté du peuple, la renonciation permanente à la guerre comme instrument d'État et la protection des libertés civiles fondamentales, tout en voulant y ajouter d'autres principes comme la protection de l'environnement ou la propriété individuelle[20]. L'un des principaux chevaux de bataille du parti, et axe de campagne, est alors l'extension du suffrage universel en réduisant l'âge légal pour voter de 20 à 18 ans et surtout l'obtention pour les étrangers disposant d'un statut de résidents permanents dans le pays le droit de voter aux élections locales (revendication historique du parti qu'il a tenté à plusieurs reprises, sans succès, de mettre en place, liée à sa proximité toujours forte avec l'organisation bouddhiste laïque Sōka Gakkai, à l'origine de la création du Kōmeitō, qui compte de nombreux ressortissants coréens vivant au Japon, communauté qui serait la principale bénéficiaire d'une telle extension[21]).

#### Candidats
La majorité présente des candidats communs au scrutin uninominal majoritaire à un tour dans 295 des 300 circonscriptions locales, tandis qu'en tout 301 candidats de la majorité se disputent 298 districts électoraux dont :
- 277 PLD parmi lesquels trois ont également des candidats du NPC face à eux (dans les 4e et 14e districts de Tōkyō et le 10e d'Aichi) :
- 189 sortants (dont 168 également présents sur une liste du parti à la proportionnelle) :
  - 154 titulaires de circonscription se représentant (dont 139 sont également candidats à la proportionnelle), parmi lesquels le Premier ministre Jun'ichirō Koizumi (dans le 11e district de Kanagawa, uniquement au scrutin majoritaire) et 10 des 12 députés-ministres du parti membres de son gouvernement sortant (les deux autres, à savoir Yuriko Koike et Kazuyoshi Kaneko, ne se représentant qu'à la proportionnelle),
  - 22 élus à la proportionnelle en 2000 se présentant dans une circonscription détenue par un autre parti (notamment contre un sortant NPC dans le 14e district de Tōkyō), dont 18 sont également candidats sur une liste du parti à la proportionnelle,
  - 9 élus à la proportionnelle en 2000 reprenant la circonscription d'un sortant décidant pour sa part de se représenter à la proportionnelle uniquement (dont 7 sont également présents sur une liste du parti à la proportionnelle) : dans le 5e district de Fukushima, le 2e de Tochigi, le 1er de Gunma, le 12e de Saitama, le 12e de Chiba, le 4e de Gifu (celui du ministre de la dérégulation et de la réforme administrative Kazuyoshi Kaneko), le 6e de Hyōgo (celui de la ministre de l'Environnement Yuriko Koike), le 1er de Nara et le 2e de Kumamoto,
  - 1 élu à la proportionnelle en 2000 reprenant la circonscription d'un député se retirant de la vie politique, dans le 13e district d'Ōsaka (également candidat à la proportionnelle),
  - 1 élu à la proportionnelle en 2000 se présentant dans une nouvelle circonscription créée en 2002, dans le 13e district de Chiba (également candidat à la proportionnelle),
  - 2 députés changeant de circonscription (et également candidats à la proportionnelle) : Mineichi Iwanaga passe ainsi du 3e au 4e district (nouvellement créé) de Shiga, et Naoto Kitamura passe du 13e (tout juste supprimé) au 7e district (obtenu grâce au désistement de son titulaire qui ne se présente qu'à la proportionnelle) d'Hokkaidō.
- 33 anciens députés, battus en 2000 ou avant, se représentant (dont 32 également candidats à la proportionnelle) :
  - 30 se présentant dans une circonscription détenue par un autre parti (24 contre un sortant PDJ, 5 indépendants et 1 d'un petit parti, la Ligue libérale), tous également candidats à la proportionnelle,
  - 1 reprenant le combat dans la circonscription d'un sortant PLD se retirant de la vie politique (également présenté à la proportionnelle) : dans le 2e district de Fukui (ancien député PLD puis Shinshintō pour l'ancienne unique circonscription que constituait cette préfecture entre 1990 et 1996, battu par un libéral-démocrate en 1996),
  - 1 reprenant la circonscription d'un sortant PLD se présentant uniquement à la proportionnelle en 2003 (également candidat à la proportionnelle) : dans le 12e district de Kanagawa (ce candidat était, avant sa défaite en 2000, un député du PDJ qui a rejoint ensuite le PLD),
  - 1 se présentant dans une nouvelle circonscription créée en 2002, et candidat uniquement au scrutin majoritaire : le 15e district de Saitama (ancien député PLD battu par un démocrate dans le 1er district de cette préfecture en 2000),
- 55 nouveaux venus (tous également candidats à la proportionnelle) :
  - 39 présentés dans une circonscription n'appartenant pas au PLD (33 détenus par un député démocrate, 5 par des indépendants et 1 par un social-démocrate), dont deux ayant également face à lui des candidats NPC dans le 6e district d'Aichi (face au sortant démocrate) et le 4e de Tōkyō (la circonscription était détenue jusque-là par un indépendant ne se représentant pas),
  - 12 présentés dans des circonscriptions dont le sortant PLD s'est retiré de la vie politique,
  - 2 présentés dans des nouvelles circonscriptions créées en 2002 : dans le 18e district de Kanagawa et le 4e d'Okinawa,
  - 1 reprenant la circonscription d'un sortant PLD se présentant uniquement à la proportionnelle en 2003 : le 2e district d'Okinawa,
  - 1 reprenant la circonscription d'un sortant PLD se présentant dans une autre circonscription : dans le 3e district de Shiga,
- 10 Nouveau Kōmeitō (tous sortants, et seulement candidats au scrutin majoritaire), essentiellement concentrés dans la Région du Kansai, lieu d'implantation particulièrement fort de la Sōka Gakkai notamment du fait de la forte concentration de minorités d'origines coréennes mais aussi de quartiers industriels nourris par l'exode rural du XXe siècle qui a été une autre source importante du succès de l'organisation (beaucoup de ces anciens habitants des campagnes y retrouvaient une forme de lien social perdu dans leur village natal). Notamment dans les banlieues de Moriguchi (où sont situés les quartiers généraux de géants de l'électronique comme Panasonic ou Sanyo) et de Hirakata près d'Ōsaka, ou Tamba dans la préfecture de Hyōgo, ces trois sites étant les trois principaux lieux de réunion de l'organisation[22]. Parmi les candidats du Nouveau Kōmeitō figurent donc :
  - les 7 circonscriptions déjà détenues par le Nouveau Kōmeitō depuis 2000 (les 3e, 5e, 6e, où se trouve Moriguchi, et 16e districts d'Ōsaka, les 2e et 8e de Hyōgo et le 1er d'Okinawa)
  - 3 députés sortants mais élus à la proportionnelle en 2000 dont 1 dans le 12e district de Tōkyō jusqu'ici représenté par un député PLD qui se désiste en sa faveur et se présente plutôt à la proportionnelle, et 2 dans des circonscriptions détenues par le PDJ : le 6e de Kanagawa et le 6e de Saitama,
- 11 NPC (9 sortants et 2 anciens députés, tous candidats uniquement au scrutin majoritaire) parmi lesquels 8 soutenus par l'ensemble des partis de la majorité :
  - les 6 circonscriptions déjà détenues par le parti : le 7e district de Shizuoka (Hiroshi Kumagai, le président du parti élu en 2000 sous l'étiquette PDJ dans le 9e de Shizuoka qui a été dissous dans le 7e district avant l'élection), le 14e de Tōkyō (le seul titulaire sortant d'un district du NPC à avoir face à lui une candidate investie par le PLD), le 9e d'Aichi (l'ancien Premier ministre Toshiki Kaifu), le 3e de Wakayama, le 19e d'Ōsaka et le 4e de Hyōgo (l'unique membre NPC du gouvernement Koizumi, à savoir Ki'ichi Inōe),
  - 3 députés sortants mais élus à la proportionnelle en 2000 sur des listes PDJ : dans le 1er district de Saitama détenu par un député démocrate, le 1er d'Akita jusque-là représenté par un député PLD qui se désiste en sa faveur pour se présenter uniquement à la proportionnelle et le 4e de Tōkyō jusque-là détenu par un indépendant ne se représentant pas et où la candidate conservatrice doit faire face à un candidat du PLD,
  - 2 anciens députés battus en 2000 par des démocrates : dans les 6e (avec un candidat PLD face à lui) et 10e districts d'Aichi,
- 3 indépendants officiellement soutenus par la majorité dans des circonscriptions où les sortants PLD se sont retirés : dans le 3e district de Yamagata et les 2e et 3e de Miyazaki (ces deux derniers sont tous les deux les fils du député qu'ils remplacent mais se sont présentés sans étiquette tout en ne cachant pas leur attention de rejoindre le parti majoritaire après leur élection).

À côté de cela, le PLD présente une liste dans chacun des 12 blocs législatifs au scrutin proportionnel, réunissant 314 candidats (255 d'entre eux sont également candidats au vote majoritaire dans une circonscription) pour 180 sièges à pourvoir, dont 196 sortants (156 titulaires de circonscriptions, parmi lesquels 15 ne se représentant en 2003 qu'au vote plurinominal dont la ministre de l'Environnement Yuriko Koike, qui délaisse son 6e district de Hyōgo au profit d'une place sur la liste du parti dans le bloc de Kinki, et son homologue de la dérégulation et de la réforme administrative Kazuyoshi Kaneko qui laisse le 4e district de Gifu au profit de la tête de liste dans le bloc de Tōkai, et 40 élus à la proportionnelle en 2000 dont 13 se portant candidats uniquement à ce mode de scrutin), 82 nouveaux (27 d'entre eux sont juste candidats à ce mode de scrutin, dont 23 sont en position inéligible) et 36 anciens représentants battus en 2000 ou avant (seulement 4 d'entre eux ne sont pas en plus présentés dans une circonscription, dont 2 en position inéligible). Le Nouveau Kōmeitō n'avance quant-à-lui que 45 noms, tous uniquement candidats à la proportionnelle, dans les 12 blocs, dont 18 (parmi lesquels l'unique membre Kōmeitō du gouvernement Koizumi, à savoir le ministre de la Santé, du Travail et des Affaires sociales Chikara Sakaguchi en tête de liste dans le bloc de Tōkai) des 24 députés déjà élus par ce mode de scrutin en 2000 (3 d'entre eux ne se représentent qu'au scrutin majoritaire, et 3 autres se retirent), 23 nouveaux candidats et 4 anciens parlementaires. Le NPC n'avance aucune liste.

### PDJ: devenir une force d'alternance

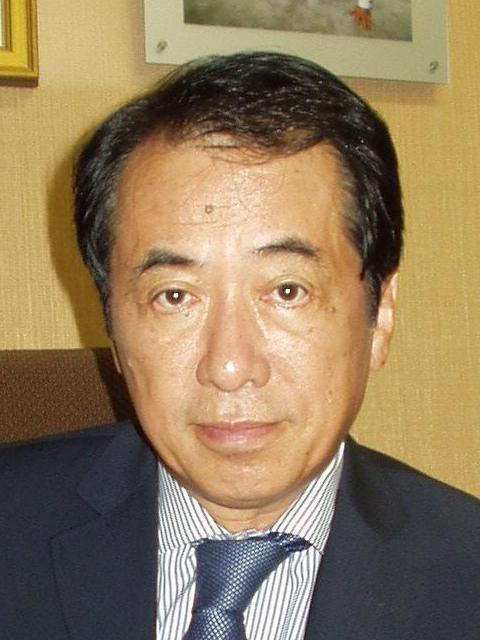
Naoto Kan.

En pleine crise à la fin de l'année 2002, le PDJ réussit à se relancer grâce à son président, Naoto Kan. Bon orateur et redoutable débatteur, le nouveau chef de l'opposition a acquis une solide popularité pour avoir su faire face, alors qu'il était ministre de la Santé en 1996, à sa propre administration en lançant une enquête et reconnaissant publiquement la responsabilité du ministère dans l'affaire du sang contaminé. S'il ne réussit pas atteindre les records de taux de satisfaction de Jun'ichirō Koizumi dans les sondages, il bénéficie d'une assez forte popularité pour un homme politique japonais (les sondages montrant des taux de soutien à hauteur de 60 % pour le Premier ministre contre 30 % au chef de l'opposition). Mais celui que les médias appellent Ira-Kan (イラ菅), soit littéralement « Kan l'irascible », souffre également d'une image d'un homme perdant facilement ses nerfs et s'emportant facilement à la Diète ou devant les médias.
De plus, l'opposition peine à se démarquer réellement des positions du gouvernement Koizumi, notamment en ce qui concerne l'économie et les finances, le PDJ appelant depuis sa création à des réformes structurelles et la lutte contre l'influence de la haute fonction publique. Les principaux clivages entre les deux formations concernent essentiellement la politique étrangère, notamment dans son opposition à l'envoi de troupes japonaises en Irak. Mais surtout, Naoto Kan s'est attaché à unifier l'opposition et arrive à convaincre les membres les plus récalcitrants du PDJ de mener à terme le projet de son prédécesseur d'absorber le Parti libéral, fusion d'ailleurs largement soutenue par la presse de centre-gauche (et notamment l’Asahi) comme le meilleur moyen d'établir un réel système bipartite. Un sondage réalisé le 28 juillet 2003 par l’Asahi shinbun montre que 36 % des sondés font confiance à un PDJ que les libéraux auraient rejoints, contre 35 % au PLD (mais seulement 20 % estiment que l'opposition a une chance d'arriver au pouvoir). Le mariage se concrétise finalement en plusieurs étapes au mois de septembre 2003 : le 19 il est approuvé par les parlementaires démocrates, le 24 l'accord de fusion est signé, le lendemain le Parti libéral se dissout officiellement et ses parlementaires rejoignent les groupes « Minshutō » des deux chambres de la Diète (qui comprennent désormais respectivement 138 représentants, dont un indépendant non membre du parti, et 67 conseillers, dont 3 non militants du mouvement auxquels il faut toutefois ajouter le vice-président de la Chambre qui par tradition siège comme non-inscrit) et le congrès de fusion a lieu enfin le 5 octobre, quelques jours seulement avant la dissolution de la chambre basse du parlement japonais et l'organisation d'élections anticipées par Jun'ichirō Koizumi. Ichirō Ozawa, le président du parti libéral, personnage relativement controversé (surnommé notamment le « Destroyer » ou « Roi de la Destruction », 破壊王 (Hakainō), les trois partis qu'il a dirigés depuis 1993 ayant tous finis par disparaître sous sa direction) mais connu pour être un redoutable stratège politique en période de campagne électorale, obtient la charge de président délégué et est donc associé à Kan à la tête du parti.

#### Programme
Le PDJ a l'initiative d'une originalité dans la vie politique japonaise : celle de produire un programme électoral (forçant ensuite le PLD à faire de même), diffusé à quelque 10 millions d'exemplaires. Avec des slogans comme « Une société aux malheurs minimaux », « Montrer aux bureaucrates qui est le chef » ou « Agir main dans la main avec le peuple pour aboutir à l'établissement d'un nouveau gouvernement », il fait campagne sur le thème du changement (de majorité, de façon de faire de la politique et de manière de diriger le pays) en mettant l'accent sur l'augmentation du poids des hommes politiques élus au détriment de celui des fonctionnaires et sur des réformes structurelles et sociales,. Il propose :
- administration publique et gouvernement : « Mettre un terme au gaspillage de l'argent du contribuable et réaliser un système politique équitable et transparent », programme libéral de réduction du poids du gouvernement central par des réformes structurelles (notamment dans quatre secteurs considérés comme particulièrement opaques : les travaux publics, la poste, les transports et l'agriculture), domaine sur lequel le programme se rapproche le plus de celui du PLD :
  - limitation de l'intervention de l'État dans le domaine des travaux publics, avec l'objectif de réduire de 30 % d'ici l'année fiscale 2006 (ce qui devrait, selon le parti, offrir 900 milliards de yens d'économie en trois ans) du nombre de chantiers directement contrôlés par le gouvernement,
  - développement de nouveaux projets durables et respectueux de l'environnement appelés « barrages verts » pouvant créer 100 000 emplois, tels que la revégétalisation (promesse de replanter 10 millions d'hectares de forêts en dix ans), la préservation et le retour à leur état d'origine des rivières ou la préservation de l'habitat naturel de la faune. Pour ce faire, 100 milliards de yens seront alloués à ce projet la première année, puis 200 milliards la seconde,
  - réforme des transports : abolition de la Japan Highway Public Corporation et de l'Autorité du pont Honshu-Shikoku et gratuité des péages autoroutiers en dehors des zones urbaines, l'une des propositions phares du parti, suppression dès 2005 des fonds réservés à la construction autoroutière pour les réutiliser dans d'autres domaines (d'où une baisse de la fiscalité qui servait à les financer : réduction de moitié de la taxe sur le tonnage des véhicules et abolition de la taxe à l'acquisition d'une automobile) et mise en place d'une taxe carbone d'environ 3 000 yens par tonne de dioxyde de carbone émis,
  - réforme du système postal : sans aller jusqu'à la privatisation défendue par le gouvernement, le PDJ propose de faire participer dans les deux ans les entreprises privées aux services postaux, d'utiliser le réseau postal pour assurer d'autres missions du service public (ex. : la délivrance des passeports dans les bureaux de poste), d'abaisser progressivement les plafonds de dépôt pour l'épargne postale et le nombre de conditions fixées pour la participation aux régimes de l'assurance postale, ou encore de mettre à l'étude une éventuelle utilisation des fonds de l'épargne et de l'assurance postale pour aider les PME et assister les économies locales,
  - réforme des politiques publiques agricoles avec la mise en place au début de l'année fiscale 2006 d'un système d'assistance et de paiements versés directement, sans intermédiaire, aux organismes agricoles respectant les règles basées sur la combinaison du respect de l'environnement, les besoins de la production et la sécurité alimentaire, et la révision du budget de l'agriculture (1 billion de yens) en réduisant notamment le nombre de travaux publics en agronomie,
  - lutte contre le poids de la bureaucratie par l'interdiction dès 2005 des parachutes dorés pour les hauts fonctionnaires se retirant, l'amélioration des conditions de travail dans la fonction publique, l'ouverture du recrutement à certains postes de direction à des candidats venant du secteur privé et la réduction en 4 ans de 10 % au moins des dépenses totales de personnel de la fonction publique (réduction du nombre de fonctionnaires du gouvernement central et révision des salaires des hauts fonctionnaires),
  - lutte contre la corruption : présentation d'un projet de loi en ce sens dès la session de 2004 de la Diète visant à étendre le champ de sanctions définies par la loi sur le trafic d'influence afin d'y inclure les parents des parlementaires et les secrétaires des maires, à interdire toute donation politique venant d'une compagnie titulaire d'un contrat de travaux publics et à augmenter le nombre de critères rendant obligatoire la divulgation de ces donations,
  - réforme de la Diète : gel du montant de l'indemnité parlementaire et autres allocations accordées aux députés et conseillers, et suppression de ces dernières au cas où leur titulaire serait reconnu coupable d'actes criminels par une cour de justice, nouveau découpage des circonscriptions législatives et baisse de 80 du nombre de sièges à la Chambre des représentants,
  - décentralisation : « Créer des régions ayant de l'autonomie et poussées par la vitalité », le parti parle de « révolution décentralisatrice » avec surtout la réduction d'ici 2006 de 18 billions de yens sur 20 des subventions directes allouées par le gouvernement central aux collectivités locales (transformation d'une partie, soit 12 billions, en montants forfaitaires dont l'utilisation serait laissée à l'entière responsabilité et discrétion des régions et municipalités, à quoi s'ajouterait le transfert fiscal à hauteur d'environ 5,5 billions jusque-là provenant de l'impôt sur le revenu perçu par l'État vers les impôts locaux, le tout encadré par des mesures de contrôle et d'évaluation), mais aussi la présentation d'un projet de loi sur l'autonomie locale afin de délimiter de manière claire les compétences respectives des autorités locales et du gouvernement central, qui verrait ses prérogatives diminuées, le renforcement de la démocratie directe (avec une plus grande diffusion des informations sur la gestion publique aux citoyens et la possibilité d'organiser des référendums locaux) ou l'utilisation des associations à but non lucratif comme pourvoyeurs d'emplois et de services locaux, par l'extension à 60 % d'entre elles des mesures fiscales préférentielles ou en rendant déductibles d'impôts les dons supérieurs à 10 000 yens réalisés par des particuliers à ces dernières,
- économie, finances et emploi : « Mener une revitalisation économique pour créer une économie dynamique sans chômage », programme social-libéral :
  - développement économique : le but du parti est d'arriver à un taux de chômage inférieur à 4,5 % de la population active et de relancer l'économie par l'assistance aux PME, la décentralisation, le développement des nouvelles industries et technologies (notamment dans le domaine de l'environnement), l'augmentation du pouvoir d'achat (avec une augmentation des retraites, allocations et aides à la maternité, à l'enfance, à l'éducation et de l'assurance maladie, l'établissement pour l'année fiscale 2004 d'une déduction d'impôt pour les intérêts des emprunts des particuliers pour l'achat d'un logement ou d'une voiture, la baisse de la fiscalité automobile ou la gratuité des péages autoroutiers en dehors des grandes agglomérations), la dérégulation dans le domaine de l'activité des entreprises et le renforcement de la loi fondamentale sur la propriété intellectuelle et des mesures visant à protéger celle-ci,
  - réforme et assainissement du système bancaire : l'accent doit être mis, selon le parti, sur les flux de trésorerie plutôt que sur la sécurité, avec la suppression de la procédure de retrait forcé de fonds et du système des individus se portant garants pour les prêts accordés par les institutions financières gouvernementales. Il propose également la présentation d'un projet de loi durant l'année fiscale 2004 afin de faciliter les finances locales, en portant notamment sur le degré de participation des institutions financières dans les régions et sur le cadre à donner au financement des PME. Il veut injecter des fonds publics afin d'aider les banques à retrouver leur capacité à prêter et la mise en place de sanction pour les responsables de la situation,
  - réforme fiscale et budgétaire : le parti promet le maintien du niveau du budget en l'état : ni augmentation des impôts, ni baisse des dépenses mais, il appelle à la redéfinition des priorités budgétaires avec la promesse de réorienter 1,4 billions de yens pour l'année fiscale 2004 puis 2,5 billions en 2005 pour financer les promesses et politiques du parti, obtenus par une réduction de 10 puis 20 % du nombre de travaux publics placés sous le contrôle direct de l'État (soit une économie estimée à 300 milliards de yens en 2004, 600 milliards en 2005), des coûts d'administration en rendant certaines subventions payables en montants forfaitaires (200 puis 700 milliards) et une baisse de 10 puis 20 % des décaissements destinés à des entreprises spéciales ou autres organismes similaires du secteur public (400 puis 800 milliards). Il propose également de lancer au cas où il arriverait au pouvoir un audit sur la situation économique, fiscale et financière afin de définir durant l'année fiscale 2004 un plan quinquennal de revitalisation de l'économie, de lutter contre les gaspillages et de définir les priorités d'un développement basé sur le secteur privé. Il veut geler pour une période de 10 à 15 ans la croissance réelle du financement par l'État des administrations publiques,
  - développement durable et environnement : « Léguer une terre à la végétation abondante aux générations futures », programme écologiste avec le projet des « barrages verts », l'aide aux nouvelles technologies et énergies renouvelables par la multiplication par deux en 4 ans (de 150 milliards à 300 milliards de yens) des fonds annuels accordés à ces énergies (éolienne, solaire, biomasse) et le développement des véhicules propres, notamment électriques,
- égalité des chances et politique sociale : « Créer une société dans laquelle les femmes, les enfants et les personnes âgées peuvent vivre et travailler en toute sécurité » : une forme de social-démocratie, domaine dans lequel les deux partis adversaires s'opposent le plus sur le fond :
  - travail : application des règles internationales en matière de droit du travail, réduction des décalages de traitement entre salariés du secteur public et ceux du privé, lutte contre les heures supplémentaires impayées, amendement dès 2004 de la loi fondamentale sur les travailleurs à temps partiel afin de lutter contre les inégalités existants entre ces derniers et ceux à temps plein (notamment les discriminations dont ils font l'objet en matière de salaires ou de conditions de travail), la permission de prendre des congés maternités ou d'arrêts maladie pour tous les employés engagés dans un contrat de travail d'au moins un an (avec la possibilité pour les employés de prendre leurs congés en plusieurs fois, jusqu'à deux fois par mois, tant que leurs enfants soient scolarisés), le renforcement de l'assistance aux chômeurs ou aux travailleurs indépendants en difficulté par une aide à la formation, la mise en place dès l'année fiscale 2004 d'une allocation de 100 000 yens par mois versées sur un maximum de deux ans ou encore l'abaissement sur un an de leurs primes à l'assurance maladie,
  - éducation, enfance et jeunesse : augmentation du budget de l'éducation d'environ 80 milliards de yens chaque année à partir de l'année fiscale 2004, la mise en place d'un plan visant à réduire le nombre maximum d'élèves par classe à 30 au moins à partir de la troisième année de l'école élémentaire (une des principales promesses avancées par le parti durant la campagne), la présentation d'ici 2005 de la « Réforme éducative d'Heisei » (projet de loi de réforme instaurant une semaine scolaire de 5 jours, la lutte contre l'échec scolaire, l'extension des pouvoirs du gouvernement en matière d'éducation notamment concernant le contenu des cours, l'augmentation de la participation des parents d'élèves et des citoyens à la gestion des écoles et la mise en place d'un système d'évaluation des établissements), l'unification des deux types d'établissements pré-scolaires (les écoles maternelles dépendant du ministère de l'Éducation et les jardins d'enfant relevant du contrôle du ministère de la Santé et des Affaires sociales), la mise en place de mesures visant à éliminer les listes d'attente des établissements pré-scolaires par le biais d'initiatives privées ou individuelles (notamment en se servant des établissements d'aide à l'enfance gérés par des associations à but non lucratif près des gares ou par le développement du système des personnes, essentiellement des femmes, offrant leur aide pour la journée), le développement de l'aide extra-scolaire avec l'augmentation du nombre des établissements de ce type de 13 000 à 20 000 en quatre ans et du nombre d'éducateurs de 40 000 à 60 000, l'augmentation en 4 ans à partir de l'année fiscale 2004 des prêts de scolarité à taux 0 accordés aux étudiants en situation sociale difficile, la multiplication des aides aux lycées qui réduisent ou suppriment les frais de scolarité pour les élèves qui éprouvent des difficultés financières à rester à l'école, ou encore l'abaissement de l'âge de la majorité légale et civile (et donc du droit de vote) de 20 à 18 ans,
  - retraites et aides aux personnes âgées : augmentation en cinq ans de moitié de la part du budget alloué au financement des retraites afin de créer un nouveau système universel de retraite des deux-tiers, avec l'unification et la clarification des systèmes des retraites des employés et des pensions nationales et de là la création d'une retraite fondée sur les revenus de chacun et donc calculée à partir de la totalité des cotisations versées durant sa période d'activité, ainsi que l'établissement d'une « retraite de base nationale » afin d'assurer un minimum à chaque retraité correspondant à une part (2/3) de ses revenus d'avant son retrait du monde du travail, le tout financé pour moitié par les fonds de trésorerie, et d'autre part à partir des revenus fiscaux (avec la révision des réductions d'impôt pour les revenus de la retraite, et en utilisant une partie de la taxe sur la consommation). Il promet également le développement du nombre de foyers de 10 000 environ en 4 ans afin de les utiliser comme des centres locaux pour la prise en charge des personnes âgées, afin de permettre d'accueillir 100 000 personnes de plus, et aide à la formation des aides soignants et autres personnels nécessaires,
  - défense des droits et libertés individuelles : libéralisme politique : création d'un comité des droits de l'Homme indépendant du ministère de la Justice (normalement compétent en ce domaine) chargé de repérer et de lutter contre toute violation de ces droits, la mise en place de lois contre la discrimination faite aux personnes handicapées (interdictions de tous les cas particuliers de discrimination et garantissant une totale participation à la vie professionnelle et civique du pays et l'égalité de traitement) et celle aux personnes âgées (notamment sur le marché du travail), le renforcement des mesures de protection de la vie privée par le gel immédiat puis la révision dans les deux ans à suivre de la loi sur les écoutes téléphoniques ou encore la réforme des dispositions du registre résidentiel et de la loi sur la protection des informations personnelles en 2005, l'allocation d'une aide de 10 milliards de yens aux chaînes de télévision afin de permettre que d'ici 2007 tous les programmes télévisés puissent être sous-titrés à destination des personnes malentendantes, la possibilité pour les étrangers résidents au Japon d'être inscrits dans le registre résidentiel s'ils le souhaitent et la mise en place d'un débat national sur la Constitution et son évolution,
  - sécurité sociale et santé publique : restauration en 2006 du taux maximum de 20 % des frais médicaux supportés directement par les personnes couvertes par le système d'assurance maladie, réforme d'ici 2006 du système d'assistance maladie et des personnes âgées, augmentation de la transparence des informations de santé publique (concernant la nature des médicaments, du matériel médical, les résultats de la médecine et de la chirurgie-dentaire, les procédures de visite à domicile pour les soins infirmiers ou encore les données sur les prix) avec notamment l'obligation dès 2005 pour les médecins de fournir à leurs patients une présentation exhaustive de leur état de santé et une facture donnant le détail de leurs honoraires, la création d'un Conseil central d'assurance sociale maladie chargé de mener la révision du système et comprenant de manière équitable les acteurs du service, ceux assurant leur financement et ceux représentants les intérêts des consommateurs (notamment les patients), et dont les comptes rendus seraient rendus publics, le développement en trois ans d'un système de prise en charge d'urgence en pédiatrie, en désignant dans le pays 350 hôpitaux comme centres médicaux d'urgences pour les enfants, la rationalisation des frais de consultation pédiatrique avec la réduction durant l'année fiscale 2005 du taux de prise en charge de ces frais par les parents de 20 à 10 % pour les enfants de moins de 3 ans et de 30 à 10 % également pour ceux ayant plus de 10 ans jusqu'à leur sortie du cycle primaire,
- sécurité et politique étrangère : « Réaliser une société robuste qui protège la vie et la santé de ses citoyens » :
  - sécurité alimentaire et nucléaire : centralisation et renforcement des mesures de régulation de sécurité alimentaire (inspections des produits importés, régulations de la distribution, développement du système des labels) avec l'unification en 2007 des services s'occupant de ce domaine (dispersés jusqu'alors entre plusieurs ministères) au sein d'un Comité de la sécurité alimentaire incluant des représentants des consommateurs, la création d'une séparation entre le domaine opérationnel et celui de la régulation au sein des organismes administratifs chargés de l'énergie nucléaire avec l'accent mis sur la sécurité par la création d'ici 2006 d'une agence à part entière au sein du Cabinet chargée de s'occuper de la sécurité nucléaire,
  - sécurité intérieure : politique de lutte contre la criminalité surtout par l'augmentation des moyens policiers notamment des effectifs avec la hausse du nombre d'agents dans les régions d'au moins 30 000 (6 à 7 000 par an) en quatre ans, le renforcement de leurs prérogatives en matière de surveillance, de patrouilles de prévention, d'investigation criminelle, de sécurité de la collectivité (le but étant de remonter le taux d'arrestation qui a chuté de 84 à 48 % entre 1998 et 2003). En contrepartie de cette plus grande liberté d'action pour les forces de l'ordre, le parti propose de renforcer le contrôle de l'administration policière par les citoyens en créant au sein des Commissions de sécurité publique des préfectures (qui assurent l'administration policière) des Comités de gestion des plaintes comprenant des citoyens locaux, des personnalités de la société civile et des médiateurs publiques. Il promet la révision dans les trois ans à suivre du Code pénal afin de redéfinir toutes les peines, en renforçant celles s'appliquant aux crimes les plus graves et en instaurant des condamnations à perpétuité incompressible et, dans le domaine de la lutte contre la violence domestique, l'augmentation du nombre de bénéficiaires de l'ordonnance restrictive des condamnés (extension aux anciens conjoints, aux enfants et aux relations), le renforcement des modalités de cette dernière (lutte contre tout comportement violent, interdiction de tout contact téléphonique allongement de sa période de validité) et le développement des structures et du soutien financier aux foyers privés pour victimes,
  - politique et sécurité extérieure : « Protéger la paix mondiale, centrée sur les Nations unies », centré sur le développement d'une diplomatie plus indépendante notamment des États-Unis : évolution de la relation nippo-américaine vers plus d'égalité dans leurs rapports, avec pour devise « coopérons quand nous le devons, et exprimons le fond de notre pensée quand nous pensons qu'il faut le faire » (avec notamment l'espoir d'arriver dans les trois ans à une révision de l'Accord Japon-États-Unis sur le statut des forces armées afin d'aboutir à une réorganisation et une réduction du nombre de bases américaines présentes sur le sol japonais (sans demander toutefois un retrait total) et l'extension de la juridiction des lois japonaises aux infrastructures américaines), le développement de la coopération asiatique, la multiplication des contributions du Japon dans les activités liées à l'ONU (assistance humanitaire, protection de l'environnement, éducation et prévention des conflits) tout en prenant activement part à sa réforme en continuant, entre autres, à demander un siège de membre permanent du Conseil de sécurité, la définition de conditions au déploiement des Forces japonaises d'autodéfense dans le cadre d'opération de maintien de la paix de l'ONU, l'adoption d'une attitude ferme à l'égard de la Corée du Nord pour une résolution rapide de la question des enlèvements (avec la mise en demeure du gouvernement nord-coréen de permettre aux familles des rescapés de retrouver leurs parents en venant au Japon, et de rendre public toutes les informations sur cette affaire, et en n'écartant pas l'hypothèse de sanctions économiques) et la relance des discussions dans le cadre des pourparlers à six pour le dossier nucléaire, l'opposition à la guerre d'Irak (considérée comme une « violation de la Charte des Nations unies et du droit international ») et par conséquent à tout envoi de troupes japonaises dans le cadre de ce conflit, que ce soit pour des missions de reconstruction ou d'assistance, point sur lequel opposition et majorité s'opposent le plus, la réorganisation du système de défense nationale (allant vers une réduction des effectifs des forces d'autodéfense, la réduction du nombre de chars d'assaut et des pièces d'artillerie et une modernisation du matériel et des actions) et la défense d'une régulation mondiale en matière de protection de l'environnement, et présentation d'un projet de loi définissant clairement la position du Japon à ce sujet d'ici 2005.

#### Candidats
Le PDJ, qui dispose de 137 députés sortants (76 titulaires de circonscriptions, dont 71 des 80 élus par ce mode de scrutin comme démocrates en 2000, les quatre issus du Parti libéral et un élu lors d'une partielle en octobre 2002, et 61 élus à la proportionnelle en 2000, parmi lesquels les 18 fournis par le Parti libéral) présente des candidats dans 267 circonscriptions au scrutin uninominal majoritaire à un tour (presque tous, soit 264, sont également présents sur une liste à la proportionnelle). La principale force d'opposition, qui a vu son nombre de parlementaire constamment augmenter à chaque élection depuis sa création en 1996, et forte du renfort des 22 députés sortant du Parti libéral, est présente ainsi dans 25 circonscriptions supplémentaires par rapport à 2000.
Les candidats au scrutin uninominal majoritaire à un tour comprennent :
- 122 des 137 sortants (et 119 d'entre eux sont candidats aux deux mode de scrutin, majoritaire et proportionnel) dont :
- 75 des 76 sortants du scrutin majoritaire (un seul ne se représente pas, et 72 d'entre eux sont en plus candidats à la proportionnelle) dont :
  - 72 se représentent dans leurs propres districts (69 également à la proportionnelle, les 3 à ne briguer que le vote majoritaire étant le trio exécutif du parti, pratiquement sûrs d'être réélus, à savoir son président Naoto Kan dans le 18e district de Tōkyō, son président délégué et ancien dirigeant du Parti libéral Ichirō Ozawa dans le 4e d'Iwate et son secrétaire général Katsuya Okada dans le 3e de Mie),
  - 3 changent de circonscriptions pour se présenter dans des possessions jusque-là de libéraux-démocrates (tous sont également candidats sur une liste du parti à la proportionnelle) : Jun Saitō passe du 4e (tout juste supprimé) au 3e district de Yamagata, Hiroyuki Nagahama du 8e au 11e de Chiba et Gōshi Hosono du 7e au 5e de Shizuoka (à la suite d'une réorganisation de la composition des circonscriptions de cette préfecture),
- 47 élus en 2000 à la proportionnelle (tous se représentent aux deux modes de scrutin) :
  - 44 se présentant dans une circonscription détenue par un autre parti,
  - 1 remplaçant dans le 8e district de Chiba le sortant se représentant dans une autre circonscription,
  - 1 se présentant dans le 8e district d'Hokkaidō, vacant à la veille du scrutin mais qui avait élu un candidat démocrate en 2000,
  - 1 se présentant dans une nouvelle circonscription créée par la révision en 2002 : le 18e district de Kanagawa,
- 14 anciens députés battus en 2000 ou avant (tous également candidats à la proportionnelle) présentés dans des circonscriptions détenues par d'autres partis,
- 131 nouveaux (tous également à la proportionnelle), le PDJ étant le second parti présentant le plus de candidat n'ayant jamais été élu à la Chambre des représentants, derrière le Parti communiste :
- 123 sont candidats dans une circonscription détenue par un autre parti,
- 4 se présentant dans une nouvelle circonscription créée par la révision en 2002 : le 15e district de Saitama, le 13e de Chiba, le 4e de Shiga et le 4e d'Okinawa,
- 2 reprenant la circonscription d'un sortant démocrate ne s'y représentant pas : le 11e district d'Aichi (le sortant se retire de la vie politique) et le 7e de Shizuoka (le sortant change de circonscription, se présentant dans la 5e de cette préfecture),
- 2 présentés dans des circonscriptions vacantes à la veille du scrutin mais qui avaient élu un candidat démocrate en 2000 (les deux anciens députés avaient démissionné en 2003 pour se porter candidat et être finalement élus aux postes de gouverneurs de leurs préfectures respectives) : le 4e district de Saitama et le 9e de Kanagawa.

Le PDJ, ou ses fédérations locales, soutiennent également des candidats d'autres formations politiques dans 28 circonscriptions :
- 21 sur les 62 candidats avancés par le Parti social-démocrate, prévu pour être le partenaire du PDJ au cas où celui-ci devait remporter les élections, dont :
- les 3 députés titulaires d'une circonscription sortants : sa présidente Takako Doi dans le 7e district de Hyōgo, Mitsuko Tōmon dans le 3e d'Okinawa et Katsuhiko Yokomitsu, jusqu'alors représentant du 4e district d'Ōita (supprimé par le redécoupage partiel de 2003) et désormais candidat dans le 3e de cette même préfecture (détenu par un PLD),
- 4 des 14 sortants élus à la proportionnelle en 2000 se présentant dans des circonscriptions détenues par le PLD : dans le 11e district d'Hokkaidō, le 3e de Hiroshima, le 2e d'Ōita et le 4e de Nagasaki,
- 1 ancien député élu à la proportionnelle entre 1996 et 2000 qui se représente face au sortant libéral-démocrate dans le 4e district de Kagoshima,
- 13 candidats n'ayant jamais siégé à la Chambre des représentants (sauf mention contraire, tous sont opposés au député sortant libéral-démocrate) : dans le 2e district d'Aomori (circonscription d'un indépendant proche de l'opposition ne se représentant pas), le 4e d'Ibaraki, le 3e de Tochigi, le 5e de Gunma, le 3e de Niigata, le 3e de Toyama, le 1er de Tottori, le 4e de Yamaguchi, les 7e et 11e de Fukuoka, le 2e de Nagasaki, le 4e de Kumamoto et le 2e d'Okinawa,
- 6 candidats sans étiquette, tous uniquement au scrutin majoritaire, dont :
- 2 députés sortants, se présentant comme membres du « Comité des indépendants » formé à la Chambre des représentants par plusieurs députés sans étiquette, et siégeant dans un groupe commun avec le PDJ : Kōzō Watanabe dans le 4e district de Fukushima et Tsuyoshi Yamaguchi dans le 12e de Hyōgo,
- 2 nouveaux candidats se présentant face au sortant libéral-démocrate : dans le 3e district d'Akita et dans le 5e de Kagoshima,
- 1 nouveau candidat se présentant dans la circonscription laissée vacante depuis quelques mois par un député du PDJ : Shūji Kira, candidat malheureux au poste de gouverneur de la préfecture d'Ōita en avril 2003, qui remplace Ban Kugimiya, lui-même élu en avril de la même année maire de la ville d'Ōita, dans le 1er district d'Ōita,
- 1 ancien député se présentant face au sortant libéral-démocrate : Katsuhiko Shirakawa (ancien député PLD pour l'ancien 4e puis pour le nouveau 6e district de cette préfecture de 1976 à 2000, il est investi par la fédération locale du PDJ) dans le 5e district de Niigata,
- l'unique député sortant (et unique candidat) de la Ligue libérale, petit parti libéral sur le plan économique, à savoir Torao Tokuda, dans le 2e district de Kagoshima.

À côté de cela, le PDJ présente une liste dans chacun des 12 blocs législatifs au scrutin proportionnel, réunissant 274 candidats (264 d'entre eux sont également candidats au vote majoritaire dans une circonscription) pour 180 sièges à pourvoir, dont 120 sortants (72 titulaires de circonscriptions, tous se représentant également au vote majoritaire, dont 3 ex-Parti libéral, et 48 élus à la proportionnelle en 2000 dont un seul se portant candidat uniquement à ce mode de scrutin et 12 issus du Parti libéral), 140 nouveaux (9 d'entre eux sont juste candidats à ce mode de scrutin) et 14 anciens représentants battus en 2000 ou avant (tous sont en plus candidats dans une circonscription).
Les politologues Mari Miura, Kap Yun Lee et Robert Weiner ont également observé une évolution progressive entre 1996 et 2003 en faveur des tendances les plus conservatrices du PDJ (à savoir des anciens membres du PLD ou des membres de factions dominées par ces derniers) dans le choix des candidats scrutin uninominal majoritaire à un tour. Ainsi, ils répartissent ceux-ci en fonction de leur appartenance politique avant leur adhésion au PDJ, de leurs positionnements ou du groupe interne au parti dont ils sont membres, entre :
- « ex-PLD » ou « conservateurs traditionnels », ancien membres du vieux parti majoritaire et pour l'essentiel ayant transité par le Shinshintō et/ou le Parti libéral, cette tendance est dominée tant par Tsutomu Hata que par Ichirō Ozawa. Alors qu'aux élections législatives de 1996, le tout récemment formé PDJ (essentiellement composé alors de parlementaires issus du Nouveau Parti pionnier ou du PSD) n'avait avancé que 6 candidats classés sous cette étiquette sur 144 présentés, ils sont 76 sur 267 (soit plus du quart, 28,5 % pour être exact) en 2003 (dont 36 des 122 sortants qui se représentent, soit moins de la moitié, les nouveaux venus du parti nourrissant donc largement ce groupe). Bien qu'ils aient quitté le PLD et l'ayant critiqué, ils sont les héritiers du « système 1955 » qui leur a permis, souvent, de constituer de véritables fiefs. Et l'essentiel des ralliements qui sont venir grossir les rangs du PDJ à partir de 1998, dont le dernier en date est celui du Parti libéral, viennent essentiellement du centre droit.
- « intermédiaires » difficilement classables car récemment arrivés en politique et dont le parcours (haute-fonction publique, banque, professions libérales ou patrons de petites et moyennes entreprises) pourrait les faire s'intégrer aux conservateurs de type « ex-PLD » ou aux libéraux de l'« ex-Sakigake ». Ils sont 4 parmi les 144 candidats démocrates en 1996, puis 54 sur 267 en 2003 (20,2 %, mais 12 sortants seulement).
- « ex-Sakigake », plutôt proche du centre politique et de l'idée de Troisième voie, issus du Nouveau parti du peuple ou partisans de Yukio Hatoyama (libéraux politiques voire conservateurs libéraux) et/ou de Naoto Kan (progressistes voire sociaux-libéraux). Il constitue le deuxième groupe du parti en nombre de candidats en 1996, juste derrière les anciens sociaux démocrates, avec 43 personnes investies sur 144, ils conservent la seconde place en 2003 mais cette fois-ci derrière les conservateurs en étant 66 sur 267 (24,7 %, soit près d'un quart, et surtout 36 sortants sur les 122 à se représenter, faisant alors jeu égal avec les « ex-PLD »). Ils forment en quelque sorte le noyau dur, l'épicentre du parti, faisant l'équilibre entre les groupes conservateurs et sociaux-démocrates, d'où l'importance au sein du PDJ de Yukio Hatoyama et Naoto Kan qui ont conjointement ou alternativement exercé sa présidence depuis 1996.
- « ex-PDS » issus du Nouveau parti de la Fraternité et éventuellement avant cela du « Club de la Fraternité » du Shinshintō et encore avant cela du Parti démocrate socialiste (PDS), ou bien du Parti des réformes démocratiques, membres ou assimilés de l'Association démocrate socialiste de Tatsuo Kawabata ou bien de nouveaux candidats ayant milité au sein de l'un des syndicats du secteur privé lié au parti, en premier lieu desquels vient le Rengō. Ils sont sociaux-démocrates voire sociaux-libéraux et toujours fortement liés au syndicalisme. Il n'y avait qu'un seul candidat de ce type sur 144 en 1996, mais ils sont 20 sur 242 (8,3 %) en 2000. En 2003, ils ne baissent que faiblement, étant toujours 19 sur les 267 personnes investies par le parti (7,1 %). Ce groupe connaît néanmoins un très faible renouvellement, 14 d'entre eux étant des députés sortants.
- « ex-socialiste » : des sociaux-démocrates ayant appartenu au Parti social-démocrate (PSD) ou avant cela au Parti socialiste japonais (PSJ), ou bien encore membres ou affiliés du Bureau de discussion pour un nouveau gouvernement d'Azuma Koshiishi et Takahiro Yokomichi. La moitié des candidats (72 sur 144) étaient de ce type en 1996, à l'époque où le PDJ reposait essentiellement sur les dissidents socialistes. En 2003, ils ne forment plus que le quatrième groupe de candidats (derrière les conservateurs, les « ex-Sakigake » et les « intermédiaires ») avec 39 candidats sur 267 (14,6 %), mais la plupart restent des députés sortants (23). Ils ont largement pâti du passage d'un scrutin majoritaire plurinominal (qui permettait à des socialistes ne disposant de la majorité des voix que dans très peu de circonscriptions mais tout de même bien implantés sur l'ensemble du territoire national, notamment en zones rurales ou dans de petites villes provinciales, de constituer une « opposition forte » en faisant élire ses candidats en 2e ou 3e position) à un vote majoritaire uninominal à un tour (qui favorise le candidat arrivé en tête et donc les véritables fiefs politiques, ce que trop peu de socialistes ont réussi à sécuriser).
- inclassables dont les informations personnelles ne permettent pas de les ranger dans l'une des catégories précédentes, en l'absence de la participation à un autre mouvement politique par le passé ou de l'adhésion à une faction ou autre groupe de pression. Ils sont 18 candidats de ce type sur 144 en 1996, et 13 sur 267 (4,87 %) en 2003, parmi lesquels un seul sortant.

### Autres formations

#### Parti social-démocrate

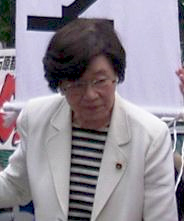
Takako Doi.

Le PSD a connu un déclin rapide en 1996, essentiellement en faveur du PDJ : il est ainsi passé de 61 députés à sa création en janvier 1996 à 30 dès septembre suivant puis 15 aux élections de la même année. Il a toutefois réussi à augmenter quelque peu sa représentation à la chambre basse de la Diète après le scrutin de 2000, en obtenant alors 19 sièges sur 480 soit 4 circonscriptions au scrutin uninominal majoritaire à un tour (autant qu'en 1996) et 15 élus à la proportionnelle. Mais, après de faibles résultats lors du renouvellement de la moitié de la Chambre des conseillers en 2001, le PSD est fortement ébranlé par la démission forcée le 26 mars 2002 de sa présidente du Conseil politique (et no 3) Kiyomi Tsujimoto, celle-ci ayant admis l'utilisation illégale du salaire de l'une de ses collaboratrices pour financer une campagne électorale. À la veille du scrutin de 2003, le PSD dispose de 18 députés sortants (l'ancienne circonscription de Kiyomi Tsujimoto, à savoir le 10e district d'Ōsaka, avait été perdue au profit du PLD lors de l'élection partielle de 2002).
De plus, le PSD est la cible des critiques des partis de la majorité sur la question des enlèvements de Japonais par la Corée du Nord pour avoir longtemps démenti l'existence de ces derniers (et même si depuis il les a reconnu et exprimé des excuses à ce sujet) et entretenu des relations privilégiées avec le régime de Pyongyang. Sa présidente Takako Doi est elle-même mise en cause, un discours de sa part fait en 1987 (alors qu'elle dirigeait à l'époque le Parti socialiste japonais) dans la capitale coréenne à l'occasion des commémorations de l'anniversaire de Kim Il-sung et dans lequel elle déclare : « Les membres du PSJ respectent le succès glorieux de la RPDC sous la direction du grand meneur Kim Il-sung » est notamment publié (alors que Takako Doi avait à l'époque initié une véritable rupture dans le discours socialiste en matière de politique étrangère en défendant une position du parti moins complaisante qu'auparavant vis-à-vis de la République populaire démocratique et une attitude plus équilibrée entre les deux Corée). Il est également rendu public à l'époque, et largement utilisé par la majorité, que certaines figures de l'opposition, dont Takako Doi mais également le président du PDJ Naoto Kan, avec 123 autres parlementaires de l'opposition de l'époque, avaient signé en 1989 une pétition demandant au président sud-coréen Roh Tae-woo la libération de 19 prisonniers politiques parmi lesquels un ancien agent nord-coréen reconnu depuis coupable d'avoir participé aux enlèvements de Japonais.
Le PSD présente 62 candidats au scrutin uninominal majoritaire à un tour (tous également candidats à la proportionnelle, et dont 21 sont soutenus par le PDJ) :
- 17 des 18 députés sortants (dont 7 avec le soutien du PDJ) :
- les deux députées sortantes élues au scrutin majoritaire en 2000 et se représentant dans la même circonscription (également investies par le PDJ) : Takako Doi (présidente du parti) dans le 7e district de Hyōgo et Mitsuko Tōmon dans le 3e d'Okinawa,
- l'unique député sortant changeant de circonscription (soutenu par le PDJ) : Katsuhiko Yokomitsu passe ainsi du 4e district d'Ōita (supprimé par le redécoupage partiel de 2003) et désormais candidat dans le 3e de cette même préfecture (détenu par un PLD),
- 14 des 15 sortants élus à la proportionnelle en 2000 se présentant dans des circonscriptions détenues par un autre parti en plus du scrutin proportionnel (le 15e, Sekisuke Nakanishi, élu en 2000 dans le bloc de Kyūshū, est le seul sortant social-démocrate à ne pas se représenter) dont :
  - 5 sont candidats contre un sortant démocrate : dans le 6e district de Miyagi, les 12e et 14e de Kanagawa, le 6e de Tōkyō et le 7e d'Aichi,
  - 4 soutenus par le PDJ contre le sortant PLD : dans le 11e district d'Hokkaidō, le 3e de Hiroshima, le 2e d'Ōita et le 4e de Nagasaki,
  - 4 candidats dans une circonscription détenue par le PLD et face à un adversaire démocrate : dans le 13e district de Saitama, le 2e de Nagano, le 6e de Hyōgo et le 3e de Nara,
  - 1 candidat face au sortant du Nouveau Kōmeitō et à un concurrent démocrate : dans le 8e district de Hyōgo,
- 3 anciens députés battus en 2000 ou avant qui se représentent face à un sortant libéral-démocrate, soit avec l'investiture supplémentaire du PDJ pour l'un d'entre eux (dans le 4e district de Kagoshima), soit au contraire avec également un concurrent démocrate face à eux (dans le 1er district d'Aomori et dans le 1er de Kagawa),
- 42 candidats n'ayant jamais siégé à la Chambre des représentants dont :
  - 16 face à un sortant libéral-démocrate mais avec également la présence d'un candidat du PDJ : dans le 2e district d'Akita, le 4e d'Aomori, le 7e de Saitama, le 8e de Tōkyō, le 3e de Kanagawa, le 2e de Toyama, le 1er de Shizuoka, le 4e de Hiroshima, le 2e de Shimane, le 1er de Kōchi, le 3e de Kagawa, les 1er, 2e et 3e d'Ehime, le 5e de Fukuoka et le 1er de Saga,
  - 13 avec l'investiture supplémentaire du PDJ (sauf mention contraire, tous sont opposés au député sortant libéral-démocrate) : dans le 2e district d'Aomori (circonscription d'un indépendant proche de l'opposition ne se représentant pas), le 4e d'Ibaraki, le 3e de Tochigi, le 5e de Gunma, le 3e de Niigata, le 3e de Toyama, le 1er de Tottori, le 4e de Yamaguchi, les 7e et 11e de Fukuoka, le 2e de Nagasaki, le 4e de Kumamoto et le 2e d'Okinawa,
  - 12 présentés dans une circonscription détenue par le PDJ : dans les 1er et 4e districts d'Iwate (dans ce dernier, contre le président délégué du principal mouvement d'opposition, et ancien dirigeant du Parti libéral, Ichirō Ozawa), le 2e de Miyagi, le 1er de Yamagata, le 1er de Saitama, les 9e et 19e de Tōkyō, les 1er et 6e de Kanagawa, le 2e de Chiba, le 4e de Nagano et le 9e d'Ōsaka,
  - Un candidat dans une nouvelle circonscription créée par le redécoupage de 2002, le 18e district de Kanagawa.

Le PSD présente également 65 candidats dans les 12 blocs législatifs à la proportionnelle, dont les 62 du vote majoritaire à quoi s'ajoutent trois personnalités nouvelles, jamais élues à la Chambre des représentants, uniquement avancées à ce second mode de scrutin : dans les blocs de Hokkaidō, de Tōkyō et de Kinki.

#### Parti communiste japonais
Kazuo Shii, président du comité exécutif (et donc dirigeant de fait) du Parti communiste japonais (PCJ) depuis 2000, est l'un des premiers à se lancer dans la campagne après l'annonce de la dissolution. Il critique alors la classe politique et les deux principaux partis, tant le PLD que le PDJ, comme soumis à la « dictature des États-Unis et des chefs d'entreprise ». Déplorant qu'un « changement structurel majeur dans les politiques du Japon vient d'avoir lieu », il estime notamment que les démocrates a fini par perdre sa spécificité et n'est plus qu'un dérivé du PLD en intégrant le Parti libéral et en défendant des positions selon lui trop similaires à la majorité en matière de réforme de la Constitution ou la hausse de la taxe sur la consommation, les deux principales propositions auxquelles le PCJ s'oppose. Il développe un discours plutôt antiaméricain et s'oppose avec force à l'envoi de membres des Forces japonaises d'autodéfense en Irak au nom du « pacifisme », Kazuo Shii ayant notamment qualifié dès février 2003 le Premier ministre Jun'ichirō Koizumi de « couard trop effrayé pour s'opposer à l'action militaire unilatérale et illégale des États-Unis contre l'Irak ».
Le PCJ bénéficie toujours d'une assez bonne implantation à travers le pays et, contrairement à ses homologues d'autres pays industrialisés, n'a pas énormément souffert sur le plan électoral de l'effondrement du bloc soviétique duquel il s'était démarqué idéologiquement depuis les années 1970. Ainsi, il s'est stabilisé entre 7 et 7,5 millions de voix aux deux modes de scrutin aux élections législatives de 1996 et 2000. S'il a perdu lors de ces dernières ses deux seules circonscriptions (le 3e de Kyōto et le 1er de Kōchi), il conserve toutefois à la veille du scrutin 20 députés, tous élus à la proportionnelle en 2000. Le PCJ est alors le seul parti à présenter un candidat dans chacune des 300 circonscriptions au scrutin uninominal majoritaire à un tour (juste 31 d'entre eux, soit à peine 1/10e, sont également candidats à la proportionnelle) :
- la plupart, soit 290, sont des nouveaux venus n'ayant jamais été élus à la Chambre des représentants, mais seulement 22 d'entre eux sont aussi présents sur une liste à la proportionnelle,
- seulement 8 des 20 sortants se présentent dans une circonscription (tous également candidats à la proportionnelle) : dans le 8e district de Saitama, le 5e de Kanagawa, le 4e de Tōkyō, le 4e d'Aichi, les 2e et 13e d'Ōsaka, le 1er de Kyōto et le 1er d'Okinawa,
- deux anciens députés battus en 2000 ou avant se présentent dans une circonscription, dont un (dans le 8e de Shizuoka, élu du bloc de Tōkai entre 1996 et 2000) est également candidat à la proportionnelle, et la seconde (ancienne députée pour le vieux 3e district d'Ōsaka) est uniquement candidate au vote majoritaire dans la 10e circonscription d'Ōsaka.

Les communistes sont beaucoup moins présents au scrutin proportionnel plurinominal : si le parti présente des listes dans les 12 blocs, ceux-ci ne comportent en tout que 47 candidats pour 180 sièges à pourvoir, parmi lesquels 14 (dont 6 ne sont présents qu'à ce mode de scrutin, à l'instar du président Kazuo Shii dans le bloc du Sud Kantō) des 20 sortants (6 ne se représentent pas : celui du bloc de Tōhoku, un des deux représentants élus en 2000 pour le bloc du Nord Kantō, un des deux sortants de Tōkyō, en l'occurrence le président du comité central, fonction avant tout honorifique, et prédécesseur de Kazuo Shii à la tête du comité exécutif du parti, Tetsuzō Fuwa, 2 des 5 de Kinki et un des deux de Kyūshū), un ancien député battu en 2000 et 32 nouveaux candidats (dont 10 uniquement présents à la proportionnelle).

#### Mouvements mineurs représentés dans la Chambre sortante

##### «Comité des indépendants»
Plus une association politique d'hommes politiques divers droite, pour la plupart issus du Shinshintō ou dissidents du PLD, refusant de s'encarter dans l'un des grands partis, le « Comité des indépendants » présente 8 candidats au scrutin uninominal majoritaire à un tour dont :
- 4 de ses 5 députés sortants (le cinquième, Toshinobu Awaya, député du 2e district de Hiroshima), parmi lesquels :
  - 2 soutenus également par le PDJ : Kōzō Watanabe dans le 4e district de Fukushima et Tsuyoshi Yamaguchi dans le 12e de Hyōgo,
  - 2 avec face à eux un candidat tant libéral-démocrate que démocrate : Yoshio Udagawa dans le 16e district de Tōkyō et Kōji Kakizawa (ancien ministre des affaires étrangères en 1994) dans le 15e de Tōkyō,
- 4 nouveaux venus n'ayant jamais été élus à la Chambre des représentants :
  - 2 face à un sortant démocrate : dans le 7e district de Tōkyō et le 7e d'Ōsaka,
  - 1 face à un sortant libéral-démocrate : dans le 1er district de Fukushima,
  - 1 dans la circonscription du sortant du « Comité des indépendants » ne se représentant pas, dans le 2e district de Hiroshima.

##### Takeru
Takeru est un petit parti de centre droit, réformiste libéral sur le plan économique, critique tant du PLD que du PDJ, fondé en juin 2001 par Kō Tanaka, député du 5e district de Chiba et ancien du PLD (jusqu'en 1993) puis du Nouveau Parti pionnier et enfin du PDJ qu'il a fini par quitter en 2001, lui reprochant d'être trop lié aux syndicats. Il a été rejoint en août 2003 par un second représentant, élu à la proportionnelle sur la liste PDJ dans le bloc de Tōkai, Takeshi Yamamura. Ce dernier décide néanmoins de ne pas se représenter aux élections du 9 novembre 2003, et donc Kō Tanaka est le seul candidat du parti. Il entretient toutefois de fortes relations avec plusieurs personnalités se présentant comme indépendantes, notamment l'ancienne ministre des Affaires étrangères du début du gouvernement de Jun'ichirō Koizumi, la très populaire Makiko Tanaka qui a décidé de se représenter dans sa circonscription contre le candidat officiel de son ancien parti, le PLD. Le programme de Takeru inclut la suppression de tous les organismes publics gouvernementaux, l'arrêt de toute nouvelle construction d'autoroutes et la création d'une nouvelle Constitution dans les trois ans.

##### Ligue libérale
Petit parti lui aussi libéral sur le plan économique mettant l'accent avant tout sur une réforme hospitalière et du système de santé (visant à privatiser les hôpitaux publics nationaux, à lutter contre les « hospitalisations non nécessaires » ou « à répétition »), il n'a qu'un seul député sortant qui est l'unique candidat du parti à cette élection, à savoir Torao Tokuda, dans le 2e district de Kagoshima avec l'investiture du PDJ.

## Résultats
Le PLD remporte une victoire étriquée : s'il conserve la majorité, c'est uniquement grâce à ses partenaires de coalition et surtout du bon score du Nouveau Kōmeitō qui est le seul petit parti à ne pas pâtir de la bipolarisation du paysage politique japonais. Avec 237 sièges, le parti de Jun'ichirō Koizumi fait mieux qu'en 2000 mais perd dix députés et la majorité absolue qu'il détenait à lui-seul dans l'assemblée sortante. Il perd notamment 46 circonscriptions sur les 192 qu'il possédait avant la dissolution (incluant deux districts supprimés, trois laissés au profit et gagnés par d'autres mouvements de la majorité, à savoir une pour le Nouveau Kōmeitō et trois pour des indépendants proches du parti, 33 gagnés par le PDJ, 7 par des indépendants et 1 par le PSD) et n'en gagne que 22 (dont 3 des 5 nouvelles circonscriptions créées en 2002, 10 gagnées sur le PDJ, 2 sur le PSD, 1 sur le NPC et 6 au profit d'indépendants). À contrario, le PDJ, gagne 177 députés, soit quarante de plus que dans la chambre sortante. Il ne perd que 14 de ses 76 circonscriptions (dont 1 supprimée par la réforme de 2002, 10 au profit du PLD, 1 pour le Nouveau Kōmeitō, 1 pour le NPC et 1 pour un indépendant) et en gagne 43 (dont 2 nouvelles circonscriptions, 3 sièges vacants dans des circonscriptions qui étaient détenues jusqu'à leur démission par des députés démocrates, 33 gagnées sur le PLD, 3 sur des indépendants, 1 sur le NPC et 1 sur le Takeru).
Mais la réussite de l'opposition se situe surtout au scrutin proportionnel : les listes du démocrates y obtiennent le score le plus important avec 37,4 % des suffrages exprimés et 72 sièges, soit près d'1,5 million de voix, 2,4 points et 3 élus de plus que le PLD. C'est la première fois de son histoire que ce dernier perd son statut de premier parti du Japon en nombre de voix lors d'une élection législative. La géographie électorale des précédents scrutins a tendance à se confirmer à savoir :
- le PLD garde l'avantage dans les zones rurales, tout particulièrement la moitié est de Hokkaidō (5 circonscriptions sur les 12 de la préfecture), la côte nord, l'intérieur (le plus fort score relatif à la proportionnelle est obtenu dans le bloc Hoku-shin'etsu avec 38,88 % des suffrages et 5 sièges sur 11, tandis qu'au scrutin majoritaire il remporte dans cette région 13 des 20 districts électoraux à pourvoir) et l'extrémité sud-ouest (17 districts sur 20 et 5 sièges sur 11 avec 37,4 % des suffrages obtenus à la proportionnelle dans le bloc de Chūgoku) de Honshū, Shikoku (12 circonscriptions sur 13, 38,22 % des suffrages et 3 élus sur 6 à la proportionnelle) et Kyūshū (22 districts sur 38, 36,5 % et 8 sièges sur 21 à la proportionnelle). Comparativement, le PLD remporte 77,4 % des circonscriptions des dix préfectures les moins peuplées du pays (24 districts sur 31) mais seulement 40,8 % des dix plus peuplées (60 sur 147). L'« effet Koizumi » se manifeste néanmoins par une avance moins importante dans les campagnes et, en revanche, de meilleurs résultats dans les zones urbaines, surtout à Tōkyō où il passe de 8 circonscriptions détenues sur 25 avant la dissolution à 12 (soit la moitié) après les élections au scrutin majoritaire et de 4 à 6 députés (de 19 à 32,5 % des suffrages) à la proportionnelle.
- le PDJ confirme sa forte implantation à Hokkaidō (fief de l'ancien gouverneur socialiste de l'île Takahiro Yokomichi mais aussi de Yukio Hatoyama, le parti contrôle la moitié ouest, la plus peuplée et la plus industrielle, avec 6 districts sur 12 et son plus fort résultat en pourcentage de suffrages exprimés, soit 40,82 % et 4 élus sur 8, à la proportionnelle) et dans les trois grandes agglomérations du Grand Tōkyō (à Tōkyō, 12 circonscriptions sur 25 au lieu de 13 avant l'élection, mais près de 11 points et 2 sièges de plus à la proportionnelle qu'en 2000 avec 39,9 % des voix et 8 sièges sur les 17 à pourvoir ; dans le bloc du Nord Kantō, seulement 9 districts électoraux sur 32 mais notamment les 8 correspondant à la ville de Saitama et à sa banlieue, tandis que sa liste y arrive légèrement en tête à la proportionnelle avec 37,9 % des suffrages, soit 0,4 points de plus que le PLD, et 8 élus sur 20 ; dans celui du Sud Kantō, avec 17 circonscriptions sur 34 dont 8 sur 18 à Kanagawa et 8 sur 13 à Chiba, et à la proportionnelle il obtient là aussi la première place, et cette fois avec une assez large avance, par 39,97 % des suffrages exprimés et 9 élus sur 22), de la conurbation Ōsaka-Kyōto-Kōbe (correspondant plus ou moins au bloc de Kinki, où le parti a remporté 20 circonscriptions sur 48, dont 9 sur 19 à Ōsaka, 3 sur 6 à Kyōto, 3 sur 12 à Hyōgo et 2 sur 4 à Nara, et 37,11 % des voix et 11 sièges sur 29 à la proportionnelle) et du Grand Nagoya (15 districts sur les 33 du bloc de Tōkai, dont 10 sur les 15 de la préfecture d'Aichi, et 40,76 % des suffrages et 9 députés sur 21 à la proportionnelle). La fusion avec le Parti libéral lui permet également d'être dominant dans la préfecture d'Iwate (fief d'Ichirō Ozawa, avec 3 circonscriptions sur 4) et de renforcer sa présence dans le nord de Honshū (il s'impose dans 8 circonscriptions sur les 25 du bloc de Tōhoku, mais surtout seulement à peine 10 000 voix et un siège de moins que la liste PLD à la proportionnelle avec 5 députés sur 14). Outre cela, le PDJ a renforcé son assise à Kyūshū, essentiellement dans la conurbation Fukuoka-Kitakyūshū au nord-ouest de l'île : alors qu'il ne possédait que 2 circonscriptions sur les 11 de la préfecture de Fukuoka, il ressort de ces élections avec 5 districts (soit autant que le PLD dans cette préfecture, et la large majorité des 8 circonscriptions remportées par les démocrates dans l'ensemble de l'île).

Entre ces deux blocs dominants, toutes les petites formations s'écroulent à l'exception du Nouveau Kōmeitō. Le PSD et le NPC sont particulièrement touchés. Le premier perd ses trois circonscriptions sortantes (une supprimée et deux battues par le PLD dont Takako Doi elle-même battue dans son 7e district de Hyōgo tout en étant réélue à la proportionnelle) et n'en obtient qu'une nouvelle (la 2e d'Okinawa gagnée sur le PLD), tandis que ses résultats à la proportionnelle passent de plus de 5,6 millions de voix (9,36 % des suffrages) et 15 sièges en 2000 à seulement 3 millions de votes à peine (5,12 %) et 5 élus. Les sociaux-démocrates voient ainsi leur représentation divisée par trois (passant de 18 à 6 députés) par rapport à la veille du scrutin. Prenant acte de ce mauvais score, Takako Doi annonce dès le 13 novembre 2003 démissionner de la tête du parti qui confirme dès le lendemain refuser la proposition du PDJ de se fondre dans ce dernier. De son côté, le NPC passe de 9 à 4 députés seulement (tous élus au scrutin uninominal majoritaire à un tour) en ne gagnant qu'un district électoral (le 10e d'Aichi remporté sur le PDJ) et en n'en perdant 3 (le 9e de Shizuoka supprimé tandis que son titulaire, le président du parti Hiroshi Kumagai, est battu dans le 7e par un indépendant plus ou moins soutenu par la fédération locale du PLD alors que Kumagai avait l'investiture officielle de la direction nationale du parti au pouvoir ; le 14e de Tōkyō au profit du PLD ; le 19e d'Ōsaka en faveur d'un démocrate). Dès le lendemain du scrutin, le 10 novembre, le NPC décide pour sa part sa dissolution dans le PLD, faisant ainsi immédiatement regagner à ce dernier la majorité absolue. Le PCJ perd quelque 2 millions de votes (et 3 points en part relative des suffrages exprimés, aux deux modes de scrutin) en s'établissant à 4,8 millions de votes (8,13 %), et toujours aucun élu, au vote majoritaire et 4,6 millions de bulletins (7,76 %) et 9 sièges (soit une perte de 11 députés) à la proportionnelle.
Le dernier phénomène marquant de ces élections reste la faible participation qui s'est pratiquement abaissée jusqu'au niveau record des législatives de 1996 : le taux n'est que de 59,86 % au scrutin uninominal majoritaire à un tour (-2,62 points par rapport à 2000 et seulement +0,21 par rapport à 1996) et de 59,81 % (-2,64 points par rapport à 2000, +0,19 par rapport à 1996).
Le 19 novembre 2003, lors de la première séance de la législature, Yōhei Kōno, ancien leader du PLD de 1993 à 1995, est élu président de la Chambre des représentants (à la quasi-unanimité, par 477 voix sur 479 votants et 2 bulletins blancs ou nuls), le démocrate Kansei Nakano est choisi comme vice-président (lui aussi pratiquement à l'unanimité selon l'accord tacite de partage des deux fonctions exécutives de la chambre entre la majorité et l'opposition, par 475 voix contre 1 à Tarō Kōno, fils de Yōhei Kōno, et 3 bulletins blancs ou nuls) et Jun'ichirō Koizumi est reconduit au poste de Premier ministre (par 281 voix, soit les 275 de la coalition gouvernementale sortante et 6 indépendants, contre 186 à Naoto Kan qui fait le plein des voix démocrates, sociales démocrates, du « Comité des indépendants » et de la Ligue libérale, 9 pour le dirigeant du PCJ Kazuo Shii et 3 blancs ou nuls).
| Coalition et partis                                                 | Coalition et partis                                                 | Élections par circonscriptions | Élections par circonscriptions | Élections par circonscriptions | Élections par circonscriptions | Élections par circonscriptions | Élections proportionnelles | Élections proportionnelles | Élections proportionnelles | Élections proportionnelles | Élections proportionnelles | Total des sièges | +/-            | +/-                    |
| ------------------------------------------------------------------- | ------------------------------------------------------------------- | ------------------------------ | ------------------------------ | ------------------------------ | ------------------------------ | ------------------------------ | -------------------------- | -------------------------- | -------------------------- | -------------------------- | -------------------------- | ---------------- | -------------- | ---------------------- |
| Coalition et partis                                                 | Coalition et partis                                                 | Voix                           | %                              | +/-                            | Sièges                         | +/-                            | Voix                       | %                          | +/-                        | Sièges                     | +/-                        | Total des sièges | Rapport à 2000 | Rapport à Ch. sortante |
|                                                                     | Parti libéral-démocrate (PLD) 自由民主党 Jiyū Minshutō              | 26.089.326,597                 | 43,85%                         | +2,84                          | 168                            | -9                             | 20.660.185                 | 34,96%                     | +6,65                      | 69                         | +13                        | 237              | +4             | -10                    |
|                                                                     | Nouveau Kōmeitō (NPK) 公明党 Kōmeitō                                | 886.507,202                    | 1,49 %                         | -0,54                          | 9                              | +2                             | 8.733.444                  | 14,78 %                    | +1,81                      | 25                         | +1                         | 34               | +3             | +3                     |
|                                                                     | Nouveau Parti conservateur (NPC) 保守新党 Hoshu Shintō              | 791.588                        | 1,33 %                         | -0,69                          | 4                              | -3                             | 0                          | 0 %                        | -0,41                      | 0                          | 0                          | 4                | -3             | -5                     |
|                                                                     | Majorité de centre-droit                                            | 27.767.421,799                 | 46,67%                         | +1,61                          | 181                            | -10                            | 29.393.629                 | 49,73%                     | +8,04                      | 94                         | +14                        | 275              | +4             | -12                    |
|                                                                     |                                                                     |                                |                                |                                |                                |                                |                            |                            |                            |                            |                            |                  |                |                        |
|                                                                     | Parti démocrate du Japon (PDJ) 民主党 Minshutō                      | 21.814.154,230                 | 36,66%                         | +5,64                          | 105                            | +21                            | 22.095.636                 | 37,39%                     | +1,2                       | 72                         | +7                         | 177              | +28            | +40                    |
|                                                                     | Parti social-démocrate (PSD) 社会民主党 Shakai Minshutō             | 1.708.672,130                  | 2,87 %                         | -0,94                          | 1                              | -3                             | 3.027.390                  | 5,12 %                     | -4,24                      | 5                          | -10                        | 6                | -13            | -12                    |
|                                                                     | Comité des indépendants 無所属の会 Mushozoku no Kai                 | 497.108                        | 0,84 %                         | -0,23                          | 1                              | -4                             | 0                          | 0 %                        | -0,25                      | 0                          | 0                          | 1                | -4             | -4                     |
|                                                                     | Ligue libérale 自由連合 Jiyū Rengō                                  | 97.423                         | 0,16 %                         | -1,6                           | 1                              | 0                              | 0                          | 0 %                        | -1,1                       | 0                          | 0                          | 1                | 0              | 0                      |
|                                                                     | Takeru 政党・尊命 Seitō・Takeru                                     | 41.883                         | 0,07 %                         | +0,07                          | 0                              | 0                              | 0                          | 0 %                        | 0                          | 0                          | 0                          | 0                | 0              | -2                     |
|                                                                     | Opposition non communiste                                           | 24.159.240,360                 | 40,6%                          | +2,94                          | 108                            | +14                            | 25.123.026                 | 42,51%                     | -4,39                      | 77                         | -3                         | 185              | +11            | +22                    |
|                                                                     |                                                                     |                                |                                |                                |                                |                                |                            |                            |                            |                            |                            |                  |                |                        |
|                                                                     | Parti communiste japonais (PCJ) 日本共産党 Nihon Kyōsantō           | 4.837.952,810                  | 8,13 %                         | -3,96                          | 0                              | 0                              | 4.586.172                  | 7,76 %                     | -3,47                      | 9                          | -11                        | 9                | -11            | -11                    |
|                                                                     |                                                                     |                                |                                |                                |                                |                                |                            |                            |                            |                            |                            |                  |                |                        |
|                                                                     | Indépendants et autres                                              | 2.737.759                      | 4,6 %                          | -0,69                          | 11                             | -4                             | 0                          | 0 %                        | -0,17                      | 0                          | 0                          | 11               | -4             | +8                     |
|                                                                     |                                                                     |                                |                                |                                |                                |                                |                            |                            |                            |                            |                            |                  |                |                        |
| Total (participation majoritaire 59,86 %) (proportionnelle 59,81 %) | Total (participation majoritaire 59,86 %) (proportionnelle 59,81 %) | 59.502.373,969                 | 100,0                          |                                | 300                            |                                | 59.102.827                 | 100,0                      |                            | 180                        |                            | 480              |                | +7 (Vacances)          |